# Sobral Pichorro
Sobral Pichorro ist eine Gemeinde (Freguesia) im portugiesischen Kreis (Concelho) von Fornos de Algodres. In ihr leben 209 Einwohner (Stand 30. Juni 2011).

## Geschichte
Die Römer hinterließen u. a. eine Brücke und Teile einer Römerstraße. Erste Aufzeichnungen über den heutigen Ort, unter seinem ursprünglichen Namen Soveral, stammen aus dem 13. Jahrhundert.

## Kultur und Sehenswürdigkeiten
Zu seinen Baudenkmälern zählen die alte Polizeiwache der Guarda Nacional Republicana, der historische gemeinschaftliche Ofen, die Olivenölpresse mit Mühle, die römischen Funde (Brücke und Straßenabschnitt), das Herrenhaus Solar dos Beltrões (mit Kapelle) und verschiedene Sakralbauten, darunter die Barockkirche Igreja Paroquial de Sobral Pichorro (auch Igreja de Nossa Senhora da Graça).
Ein Projekt ökologisch-alternativer Wohnformen wird am Ort von Briten in Angriff genommen.

## Verwaltung
Sobral Pichorro ist Sitz einer gleichnamigen Gemeinde (Freguesia). Sie besteht aus den Ortschaften Mata und Sobral Pichorro.